# Dictyophorus griseus
Dictyophorus griseus is een rechtvleugelig insect uit de familie Pyrgomorphidae. De wetenschappelijke naam van deze soort is voor het eerst geldig gepubliceerd in 1849 door Reiche & Fairmaire.